# Liste der Biografien/Frei
Liste der Biografien |
Portal Biografien |
Personensuche
# |
A |
B |
C |
D |
E |
F |
G |
H |
I |
J |
K |
L |
M |
N |
O |
P |
Q |
R |
S |
T |
U |
V |
W |
X |
Y |
Z |
?
 
Fa |
Fe |
Ff |
Fh |
Fi |
Fj |
Fk |
Fl |
Fm |
Fn |
Fo |
Fr |
Ft |
Fu |
Fy
 
Fra |
Frc |
Fre |
Frg |
Fri |
Frk |
Frl |
Fro |
Frr |
Fru |
Fry
 
Frea |
Freb |
Frec |
Fred |
Free |
Freg |
Freh |
Frei |
Frej |
Frek |
Frel |
Frem |
Fren |
Freo |
Frep |
Freq |
Frer |
Fres |
Fret |
Freu |
Frev |
Frew |
Frey |
Frez
Die Liste der Biografien führt alle Personen auf, die in der deutschsprachigen Wikipedia einen Artikel haben. Dieses ist eine Teilliste mit 513 Einträgen von Personen, deren Namen mit den Buchstaben „Frei“ beginnt.

## Frei
- Frei Berthoud, Annette (* 1951), Schweizer Historikerin, Sachbuchautorin und Filmregisseurin
- Frei Carlos, Renaissancemaler in Portugal
- Frei Larsson, Henrik (* 1953), Schweizer Künstler, Maler, Radierer und Illustrator
- Frei Montalva, Eduardo (1911–1982), chilenischer Politiker
- Frei Ruiz-Tagle, Eduardo (* 1942), chilenischer Politiker
- Frei, Addison (* 1992), amerikanischer Jazzmusiker (Piano, Komposition)
- Frei, Alain (* 1983), Schweizer Schauspieler und KabarettistAlain Frei (* 1983)

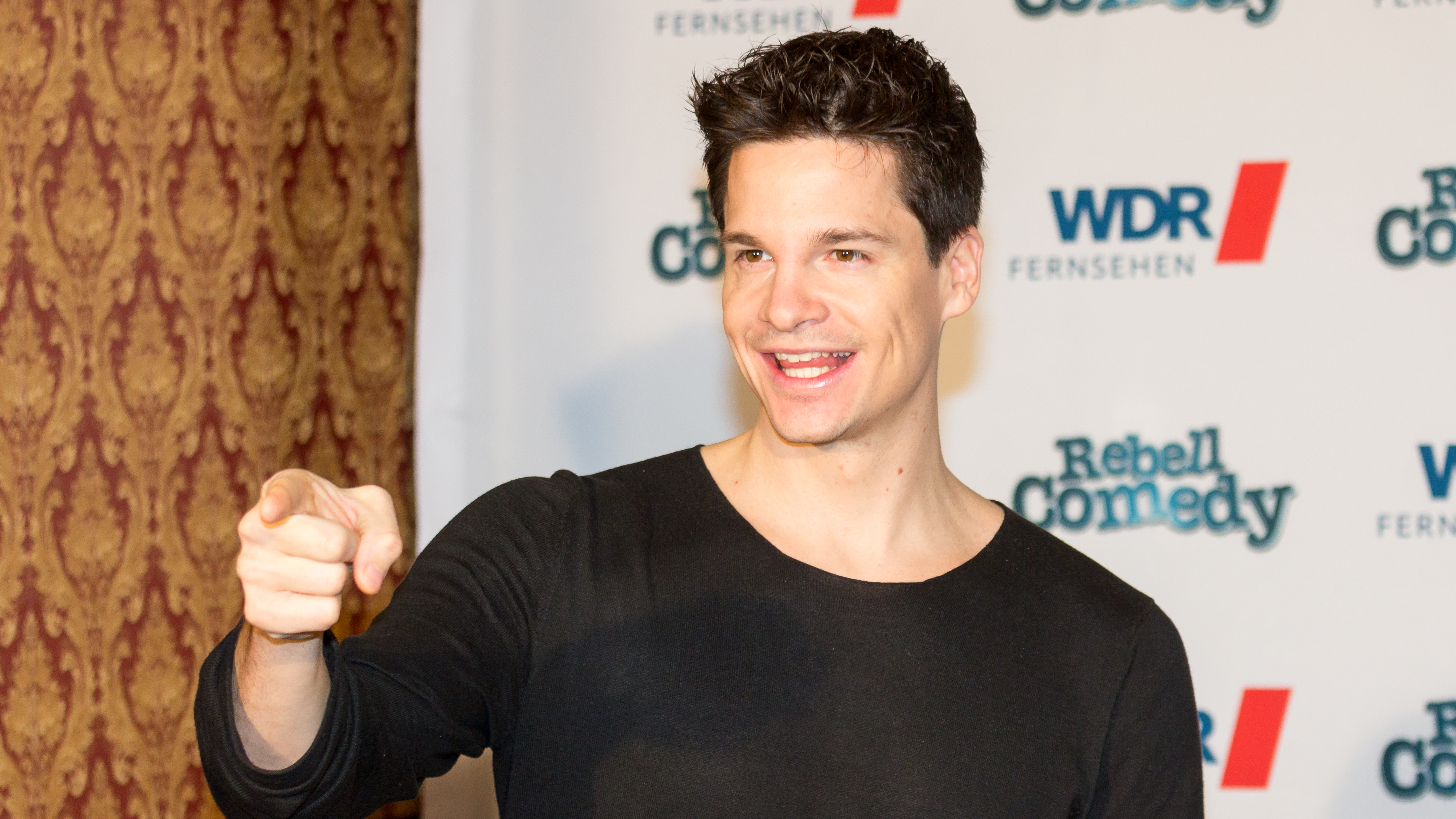
Alain Frei (* 1983)

- Frei, Alex (* 1993), italienischer Eishockeyspieler
- Frei, Alexander (* 1954), Schweizer Unternehmer und Autorennfahrer
- Frei, Alexander (* 1979), Schweizer Fussballspieler
- Frei, Alfred Georg (* 1954), deutscher Historiker
- Frei, Armin (1931–2012), Schweizer Elektroingenieur und Erfinder
- Frei, Benedikt (1904–1975), Schweizer Prähistoriker
- Frei, Bruno (1897–1988), österreichischer Journalist und Publizist
- Frei, Christian (* 1959), Schweizer Dokumentarfilmer
- Frei, Christoph (* 1960), Schweizer Staatswissenschaftler und Hochschullehrer
- Frei, Coralie (* 1951), komorische Krankenschwester und Schriftstellerin
- Frei, Daniel (1940–1988), Schweizer Politikwissenschaftler
- Frei, Daniel (* 1979), Schweizer Politiker (GLP)
- Frei, David-Jonas (* 1985), Schweizer Schauspieler und Drehbuchautor
- Frei, Deborah (* 1999), Schweizer Unihockeyspielerin
- Frei, Emil (1897–1987), Schweizer Politiker (SP)
- Frei, Emil (1924–2013), amerikanischer Krebsmediziner und einer der Entwickler der Kombinations-Chemotherapie
- Frei, Fabian (* 1989), Schweizer FussballspielerFabian Frei (* 1989)

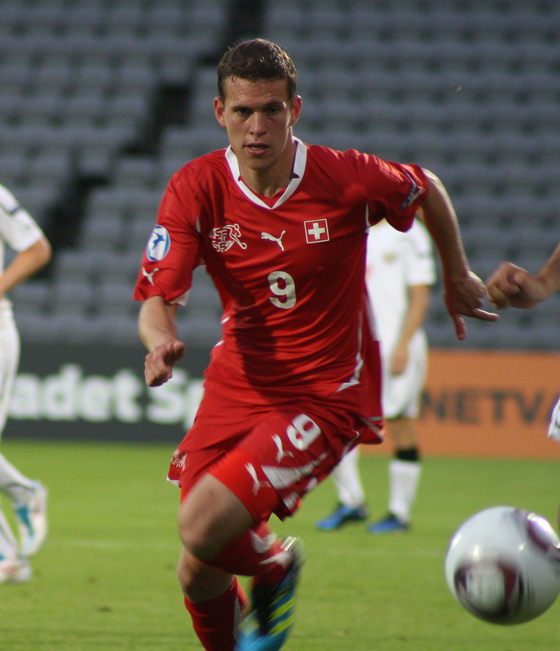
Fabian Frei (* 1989)

- Frei, Filip (* 2001), schweizerisch-serbischer Fussballspieler
- Frei, Frederike (* 1945), deutsche Schriftstellerin
- Frei, Gebhard (1905–1967), Schweizer Psychologe
- Frei, Gerhard (1911–1989), deutscher Opernsänger (Bass) und Schauspieler
- Frei, Guido (1921–2010), Schweizer Journalist und Programmdirektor des Schweizer Fernsehen
- Frei, Guido (* 1953), Schweizer Radrennfahrer
- Frei, Günther (* 1942), Schweizer Mathematiker und Mathematikhistoriker
- Frei, Hans (1868–1947), Schweizer Medailleur, Graveur, Zisileur, Schmuck Modelleur und Bildhauer
- Frei, Hans (1910–1937), Schweizer Bergsteiger
- Frei, Hans (1937–2024), deutscher Bezirksheimatpfleger, Museumsdirektor und Naturschützer
- Frei, Hans Alfred (1922–2011), Schweizer christkatholischer Theologe
- Frei, Heidi (1927–2015), Schweizer Theaterpädagogin
- Frei, Heinz (* 1958), Schweizer RennrollstuhlsportlerHeinz Frei (* 1958)

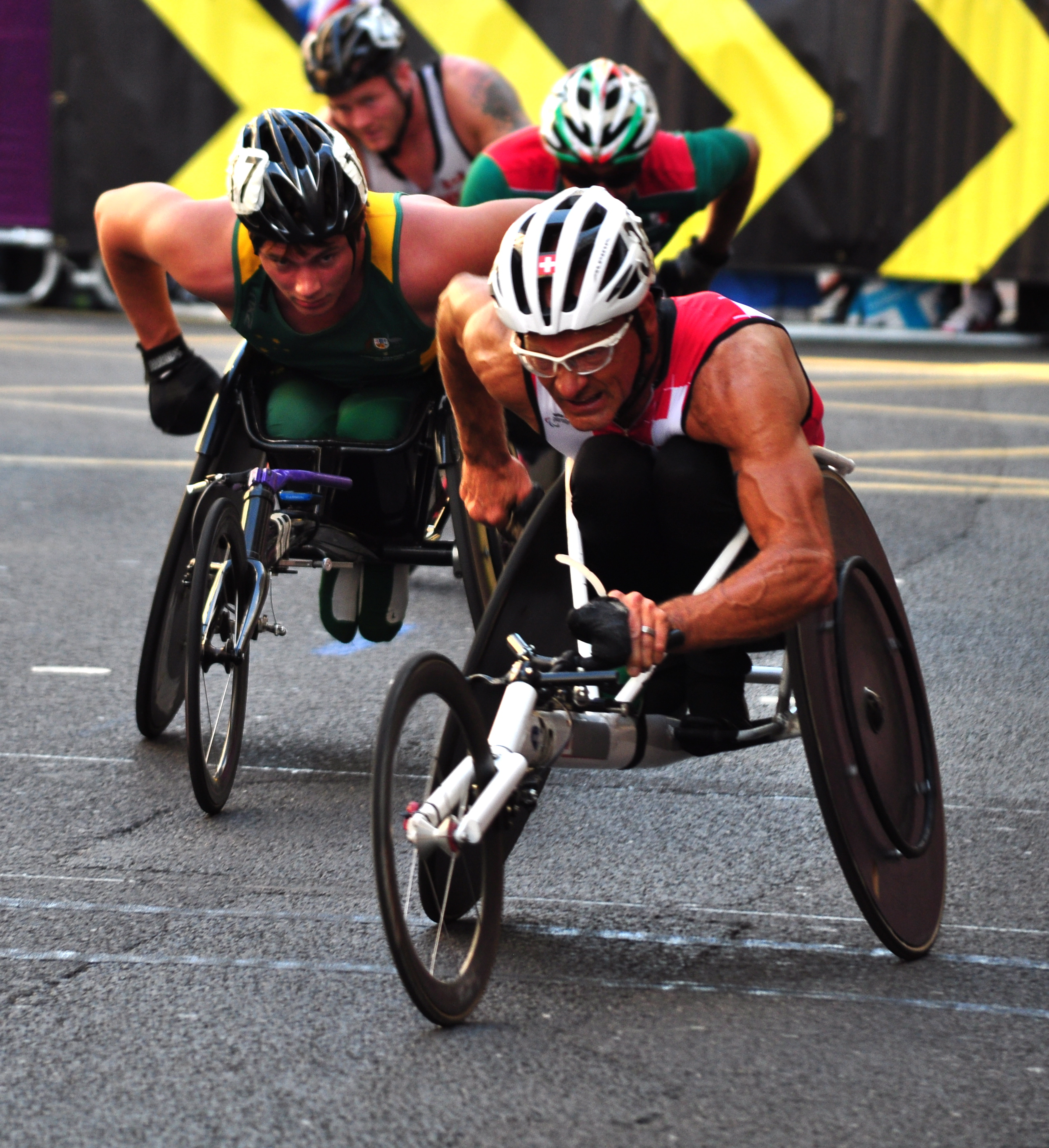
Heinz Frei (* 1958)

- Frei, Henri (1899–1980), Schweizer Indogermanist, Japanologe, Sinologe, Orientalist, Romanist und Sprachwissenschaftler
- Frei, Johann Jakob (1789–1852), Schweizer Pfarrer aus dem Kanton Appenzell Ausserrhoden
- Frei, Jonas (* 1979), Schweizer Filmverleiher und Filmproduzent
- Frei, Jonas (* 1992), Schweizer Autor
- Frei, Jonas (* 1997), Schweizer Bobfahrer
- Frei, Joseph (1872–1945), Schweizer Kirchenmusiker und Komponist
- Frei, Judith (* 1938), deutsche Benediktinerin und emeritierte Äbtissin der Abtei Varensell
- Frei, Julius (1874–1939), Schweizer Politiker (FDP)
- Frei, Karin (* 1969), Schweizer Radio- und Fernsehmoderatorin
- Frei, Karl (1917–2011), Schweizer Turner
- Frei, Kerim (* 1993), schweizerisch-türkischer Fußballspieler
- Frei, Köbi (* 1959), Schweizer Politiker (SVP) des Kantons Appenzell Ausserrhoden
- Frei, Moritz (* 1978), deutscher Künstler
- Frei, Nikolaus (* 1974), deutscher Schauspieler, Regisseur und Theaterleiter
- Frei, Norbert (* 1955), deutscher Historiker
- Frei, Otto (1924–1990), Schweizer Journalist und Schriftsteller
- Frei, Patrick (* 1968), Schweizer Politiker der Schweizerischen Volkspartei (SVP)
- Frei, Peter (1925–2010), Schweizer Althistoriker
- Frei, Peter (* 1943), Schweizer Jazzmusiker
- Frei, Peter (* 1946), Schweizer Skirennläufer
- Frei, Peter (* 1963), deutscher Sportpädagoge und Hochschullehrer
- Frei, Raphael (* 1980), Schweizer Politiker (FDP)
- Frei, Regine (* 1965), Schweizer Krimiautorin und Buchhändlerin
- Frei, Roli (* 1953), Schweizer Singer-Songwriter
- Frei, Sandra (* 1984), Schweizer Snowboarderin
- Frei, Sebastian (* 1980), deutscher Kommunalpolitiker (parteilos), Oberbürgermeister von Bad Rappenau
- Frei, Severin (* 1981), Schweizer Drogist, Filmemacher und Rapper
- Frei, Sina (* 1997), Schweizer Radsportlerin
- Frei, Stefan (* 1986), Schweizer Fussballtorhüter
- Frei, Stephan (* 1966), deutscher Elektroingenieur und Hochschullehrer
- Frei, Tanya (* 1972), Schweizer Curlerin
- Frei, Thomas (* 1980), Schweizer Biathlet und ehemaliger Skilangläufer
- Frei, Thomas (* 1985), Schweizer Radrennfahrer
- Frei, Thorsten (* 1973), deutscher Politiker (CDU), MdBThorsten Frei (* 1973)

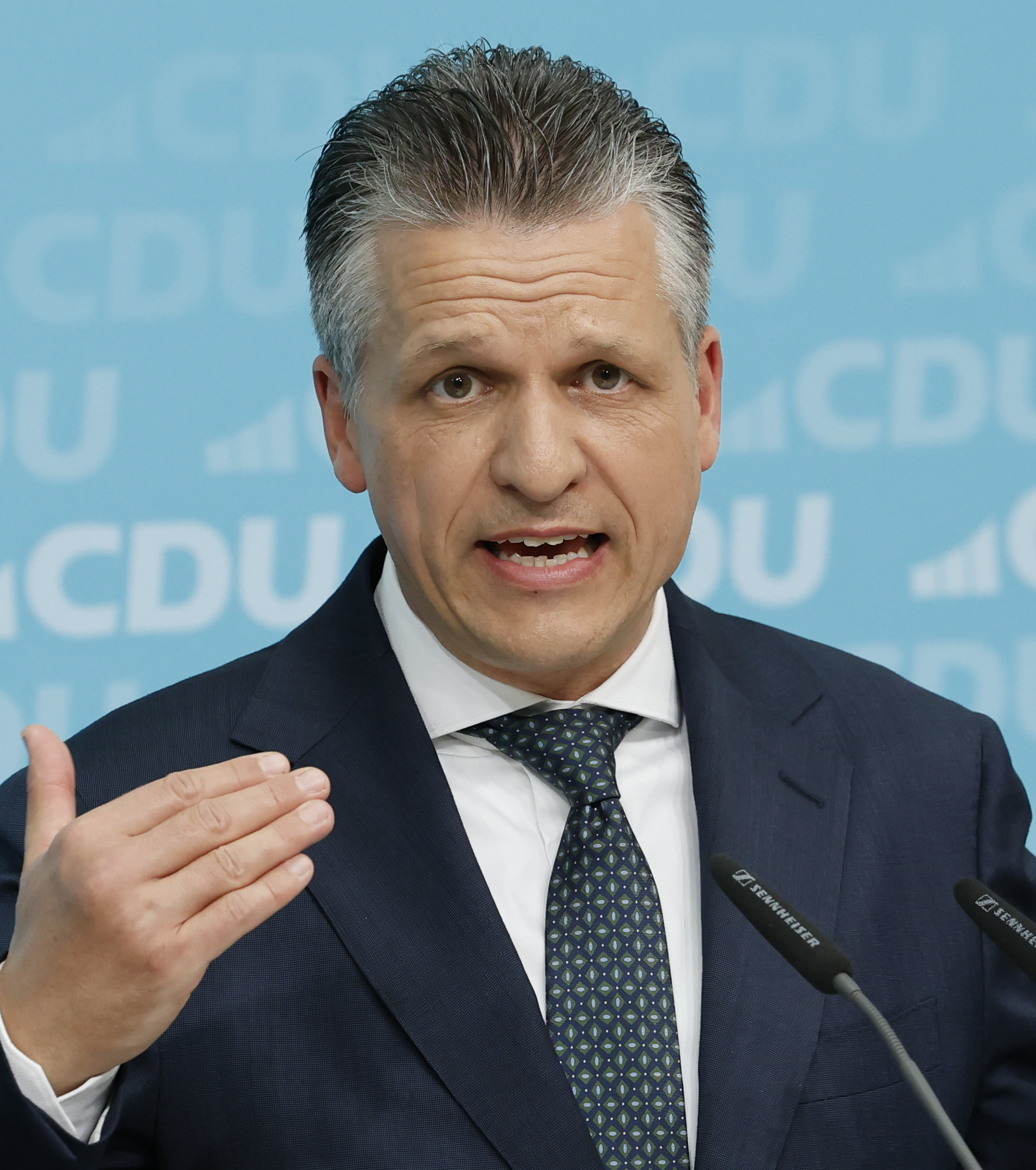
Thorsten Frei (* 1973)

- Frei, Walter (1927–2022), Schweizer altkatholischer Theologe
- Frei, Werner (* 1944), Schweizer Fussballgoalie
- Frei, William (1913–1991), Schweizer Diplomat
- Frei-Spreiter, Barbara (* 1970), Schweizer Managerin und Verwaltungsrätin
- Frei-Stolba, Regula (* 1940), Schweizer Althistorikerin, Epigraphikerin, Numismatikerin und Politikerin
- Frei-Sulzer, Max (1913–1983), Schweizer Kriminalist
- Frei-Wyssen, Claudia (* 1979), Schweizer Politikerin GLP

### Freib
- Freibauer, Barbara (* 1974), österreichische Handballspielerin
- Freibauer, Edmund (1937–2022), österreichischer Politiker (ÖVP)
- Freiberg, Daniel (* 1957), amerikanischer Jazzmusiker (Piano, Komposition, Arrangement)
- Freiberg, Dov (1927–2008), polnischer Autor und Überlebender des Vernichtungslager Sobibór
- Freiberg, Gottfried von (1908–1962), österreichischer Hornist
- Freiberg, Hedwig (1872–1945), deutsche Schauspielerin und zweite Ehefrau von Robert KochHedwig Freiberg (1872–1945)

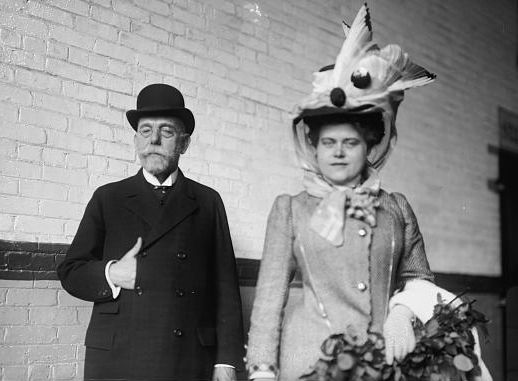
Hedwig Freiberg (1872–1945)

- Freiberg, Henning (* 1937), deutscher Kunstpädagoge und Hochschullehrer
- Freiberg, Kjell-Børge (* 1971), norwegischer Politiker
- Freiberg, Konrad (* 1951), deutscher Polizist, ehemaliger Vorsitzender des Geschäftsführenden Bundesvorstandes der Gewerkschaft der Polizei (GdP)
- Freiberg, Ludwig von (* 1442), providierter Bischof von Konstanz
- Freiberg, Marcos A. (1911–1990), argentinischer Zoologe
- Freiberg, Margit (* 1962), deutsche Tischtennisspielerin
- Freiberg, Michael (* 1956), deutscher Politiker (CDU), MdA
- Freiberg, Michael (* 1990), australischer Bahn- und Straßenradrennfahrer
- Freiberg, Mona (* 1950), bayerische Volksschauspielerin und Sängerin
- Freiberg, Peter (* 1954), deutscher Drehbuchautor, Radiomoderator und Sänger
- Freiberg, Siegfried (1901–1985), österreichischer Bibliothekar und Schriftsteller
- Freiberg, Steffen (* 1981), deutscher Politiker (SPD)
- Freiberg, Walter (* 1922), deutscher Oberst im Ministerium für Staatssicherheit (MfS) der DDR
- Freiberger, Arnold (1589–1672), deutscher Geistlicher und Abt des Klosters Leubus
- Freiberger, Dominik (* 1977), deutscher Theaterschauspieler, Hörfunkmoderator, Synchronsprecher und Hörspielsprecher
- Freiberger, Ernst (* 1950), deutscher Unternehmer und Investor
- Freiberger, Fred (1915–2003), US-amerikanischer Filmproduzent und Drehbuchautor
- Freiberger, Heinrich (1900–1990), deutscher Ingenieur und Senator (Bayern)
- Freiberger, Horst (* 1957), österreichischer Politiker (SPÖ), Mitglied im Österreichischen Bundesrat
- Freiberger, Horst (* 1985), österreichischer Fußballspieler
- Freiberger, Johann († 1541), deutscher Geschichtsschreiber
- Freiberger, Karl (1902–1977), österreichischer Gewichtheber
- Freiberger, Kevin (* 1988), deutscher Fußballspieler
- Freiberger, Marc (1928–2005), US-amerikanischer Basketballspieler
- Freiberger, Miroslav Šalom (1903–1943), jugoslawischer Rabbiner, Oberrabbiner Kroatiens
- Freiberger, Moritz (1861–1937), deutscher Textilchemiker und Unternehmer
- Freiberger, Robin (* 1995), österreichischer Fußballspieler
- Freibergs, Ralfs (* 1991), lettischer Eishockeyspieler
- Freibergs, Romans (1901–1931), lettischer Fußballspieler
- Freibott, Julian (* 1990), deutscher Opernsänger (Tenor)
- Freiburger, Ewald (* 1958), deutscher Ingenieur und Fotograf
- Freiburghaus, Adolf (1910–1974), Schweizer Skilangläufer
- Freiburghaus, Chrigu (* 1968), Schweizer Musiker
- Freiburghaus, Jakob (1854–1927), Schweizer Politiker und Landwirth
- Freiburghaus, Paul (1932–2017), Schweizer Maler
- Freiburghaus, Peter († 1653), Statthalter von Neuenegg
- Freiburghaus, Peter (1947–2022), Schweizer Schauspieler, Regisseur und Autor
- Freibüter, Ludwig Maria (1920–2004), deutscher Ministerialbeamter

### Freic
- Freichel, Louis (1921–1997), deutscher Jazzmusiker und Songwriter
- Freichel, Peter (* 1953), deutscher Politiker (SPD), MdL

### Freid
- Freidank, mittelhochdeutscher Spruchdichter
- Freidank, Carl-Christian (* 1950), deutscher Ökonom und Hochschullehrer
- Freidel, Frank (1916–1993), US-amerikanischer Historiker
- Freidel, Franz (1888–1938), deutscher Handwerksmeister und Politiker (WP), MdR
- Freidenberg, Benjamin (* 1980), Drehbuchautor, Regisseur, Dozent, und Filmwissenschaftler
- Freidenfelds, Inga (1935–2022), australischer Basketballspieler
- Freidgeimas, Georgas (* 1987), litauischer Fußballspieler
- Freidhof, Franz (1874–1958), deutscher Maler und Lithograf
- Freidhof, Gerd (* 1942), deutscher Slawist
- Freidhof, Rudolf (1888–1983), deutscher Politiker (SPD), MdL, MdB
- Freidhoff, Johann Joseph (1768–1818), deutscher Zeichner, Kupferstecher und Schabkünstler
- Freidina, Natalia (* 1978), russische Unternehmerin und Autorennfahrerin
- Freidinger, Roger M. (* 1947), US-amerikanischer Chemiker
- Freidl, Gerhard (* 1983), österreichisches Model und Schauspieler
- Freidlin, Irina Solomonowna (1936–2024), sowjetische bzw. russische Immunologin, Allergologin und Hochschullehrerin
- Freidlin, Mark Iossifowitsch (* 1938), russisch-US-amerikanischer Mathematiker
- Freidsch, Fahd Dschassim al- (* 1950), syrischer Verteidigungsminister

### Freie
- Freie, Lothar Fritz (1955–1982), deutsches Todesopfer der Berliner Mauer
- Freienstein, Josef (1920–1985), deutscher Architekt und Kommunalpolitiker (CDU)
- Freienstein, Raphael (* 1991), deutscher Radrennfahrer
- Freienstein, Thomas (* 1960), deutscher Radrennfahrer und Radsporttrainer
- Freienstein, Wendelin (1909–1973), deutscher Jurist und Verwaltungsbeamter
- Freier, Barbara (* 1948), deutsche Schauspielerin
- Freier, Bernd (* 1946), deutscher Textilunternehmer
- Freier, Burkhard (* 1956), deutscher Jurist und Leiter des Landesamtes für Verfassungsschutz NRW
- Freier, Fabian von (* 1963), deutscher Hörspielregisseur und -autor
- Freier, Gottfried von (1869–1910), deutscher Hofbeamter
- Freier, Holm Henning (* 1949), deutscher Schauspieler und Regisseur
- Freier, Lars-Björn (* 1971), deutscher Volleyball- und Beachvolleyballspieler
- Freier, Leonard (* 1985), deutscher Versicherungskaufmann und Fernsehdarsteller
- Freier, Mark (* 1967), deutscher Grafiker und Autor
- Freier, Paul (* 1979), deutsch-polnischer Fußballtrainer und -spielerPaul Freier (* 1979)

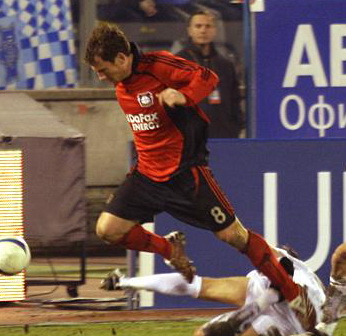
Paul Freier (* 1979)

- Freier, Philip (* 1955), australischer anglikanischer Erzbischof
- Freier, Recha (1892–1984), deutsche Zionistin, Förderin der Kinder- und Jugend-Alija
- Freier, Roland (* 1964), deutscher Eisschnellläufer
- Freier, Werner von (1854–1921), deutscher Forstbeamter
- Freier-Winterwerb, Alexander (* 1986), deutscher Politiker (SPD)
- Freiermuth, Josef (1901–1994), deutscher Lehrer und Politiker (CDU)
- Freiermuth, Pat (* 1998), US-amerikanischer Footballspieler
- Freiermuth, Rico (* 1958), Schweizer Bobsportler
- Freiesleben, Antje (* 1965), deutsche Architektin
- Freiesleben, Bertrand (* 1967), deutscher Künstler
- Freiesleben, Christian Heinrich (1696–1741), deutscher Autor, Jurist und Professor
- Freiesleben, Georg (1839–1919), deutscher Jurist, Senatspräsident beim Reichsgerichtsrat
- Freiesleben, Gottfried Christian (1716–1774), deutscher Bibliothekar und Schriftsteller
- Freiesleben, Hans (1871–1945), deutscher Jurist, Senatspräsident beim Reichsgericht
- Freiesleben, Hans-Christian (1903–1985), deutscher Geophysiker, Nautiker und Astronom
- Freiesleben, Hartwig (* 1942), deutscher Kernphysiker
- Freiesleben, Johann Carl (1774–1846), sächsischer Berghauptmann
- Freiesleben, Werner (1929–2013), deutscher Chemiker und Manager

### Freif
- Freifeldt, Konrad (1847–1923), Geistlicher deutschbaltischer Abstammung

### Freig
- Freigang, Bernd (* 1941), deutscher Arzt und Hochschullehrer
- Freigang, Christian (* 1959), deutscher Kunsthistoriker
- Freigang, Christine (1944–2014), deutsche Keramikerin
- Freigang, Jasmin (* 1989), deutsche Politikerin (Piratenpartei)
- Freigang, Laura (* 1998), deutsche FußballspielerinLaura Freigang (* 1998)

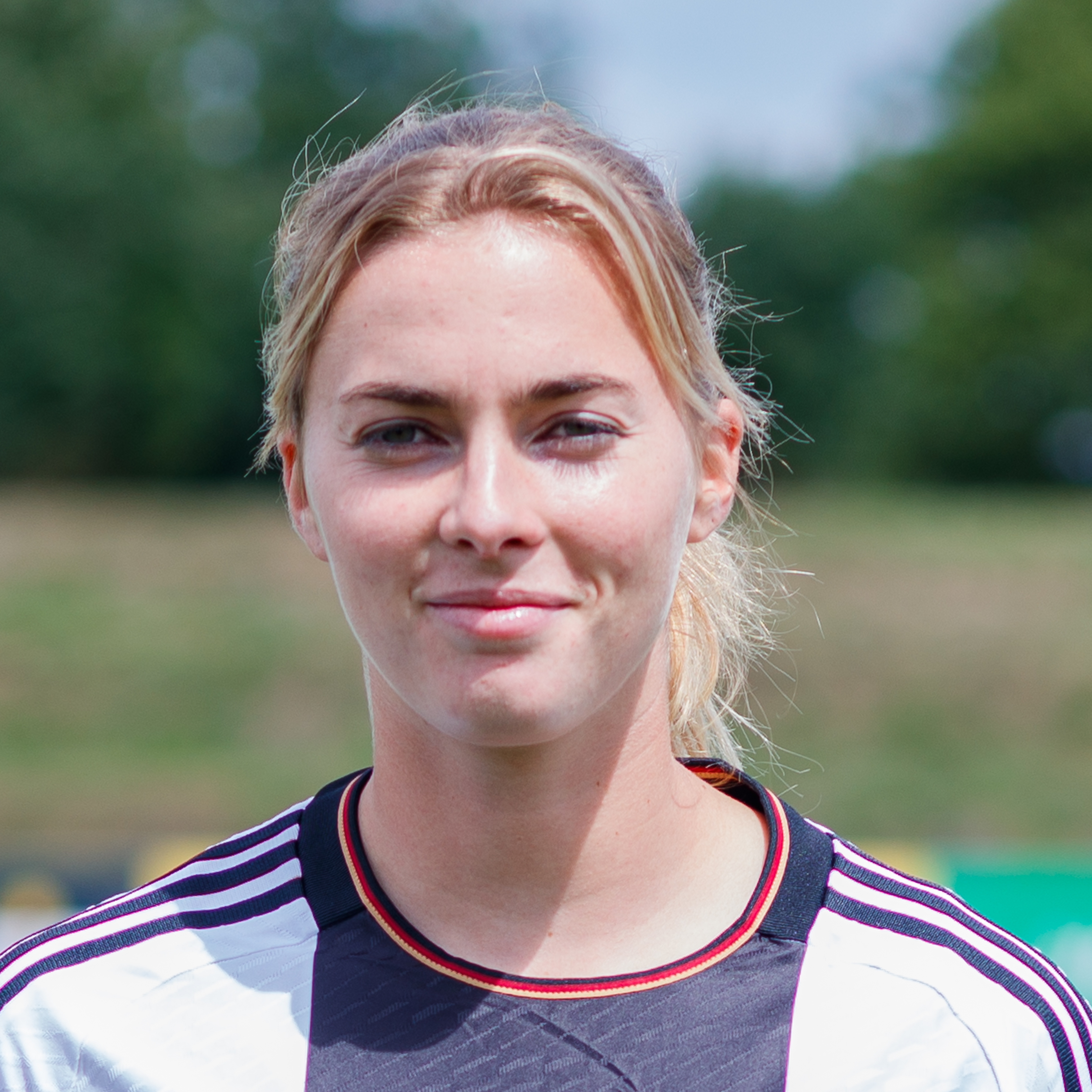
Laura Freigang (* 1998)

- Freigang, Sebastian (* 1977), deutscher Schauspieler
- Freigang, Stephan (* 1967), deutscher Langstreckenläufer
- Freigaßner, Evelyn (* 1955), österreichische Pflegehelferin und Politikerin (FPÖ), Abgeordnete zum Nationalrat
- Freiger, Stephan (1928–2022), deutscher Mathematiker und Hochschullehrer
- Freigius, Johann Thomas (1543–1583), deutscher Philosoph der Spätscholastik
- Freigofas, Doris (* 1983), deutsche Illustratorin

### Freih
- Freihart, Thomas Maria (* 1960), deutscher Geistlicher und Abt des Klosters Weltenburg
- Freiheit, Egon F. (* 1944), deutscher Journalist, Autor und Medien-Berater
- Freiheit, Jan (* 1962), deutscher Barockcellist und Gambist
- Freiheit, Peter (1940–2001), deutscher Komponist und Pianist
- Freiherr von Uslar-Gleichen, Harald (1905–2000), deutscher Offizier
- Freihof, Matthias (* 1961), deutscher Schauspieler, Synchronsprecher und SängerMatthias Freihof (* 1961)

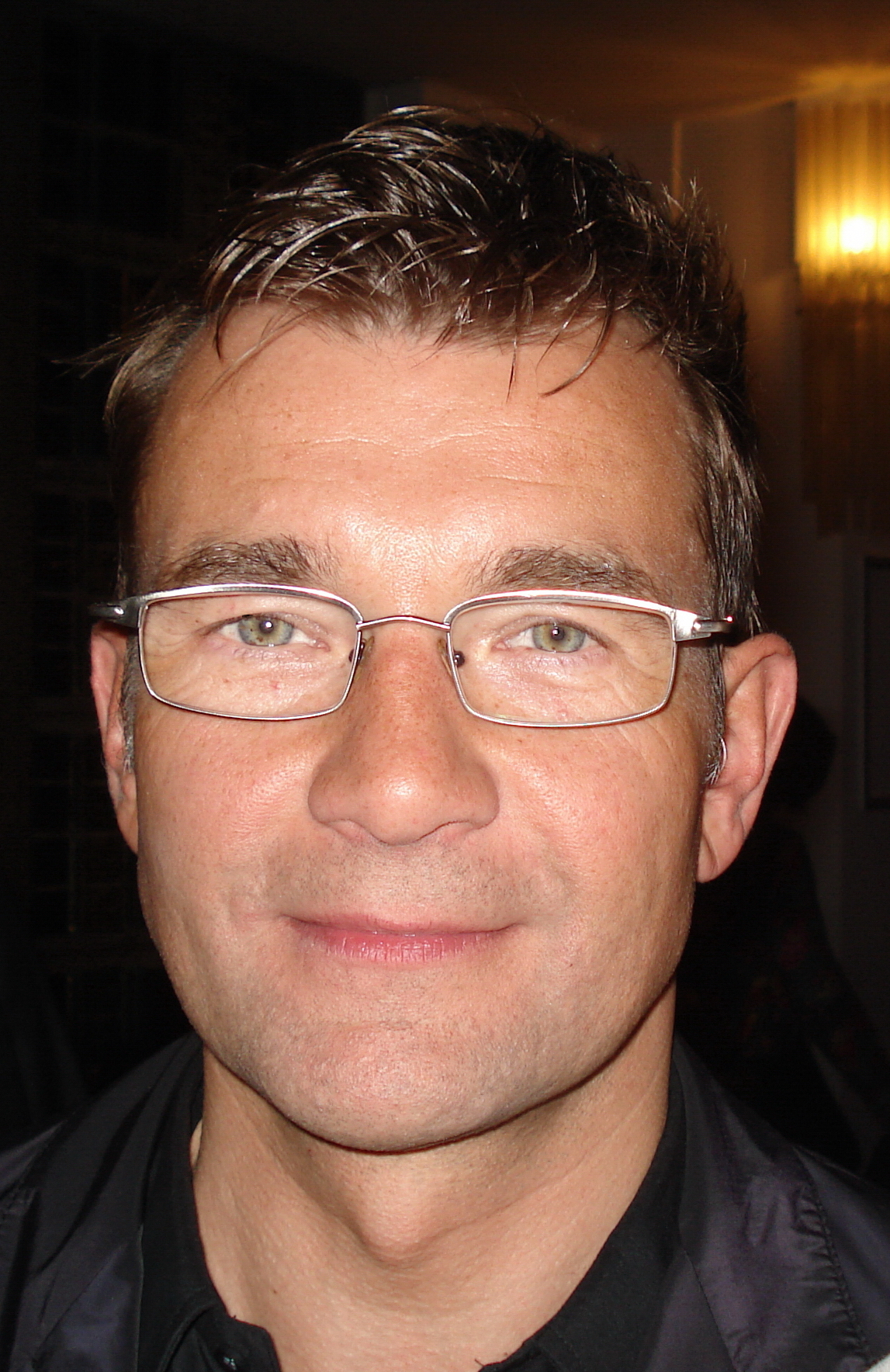
Matthias Freihof (* 1961)

- Freihofer, Johann Georg (1806–1877), württembergischer evangelischer Pfarrer und Pädagoge
- Freihöfer, Tim (* 2002), deutscher Handballspieler
- Freihoff, Roland (1931–2025), deutscher Ruderer
- Freihoffer, Heinrich (1921–1989), deutscher Mundartautor und Lehrer
- Freihofner, Gerald (1946–2019), österreichischer Journalist
- Freihold, Brigitte (* 1955), deutsche Politikerin (Die Linke), MdB
- Freiholz, Sylvain (* 1974), Schweizer Skispringer
- Freihsler, Johann (1917–1981), österreichischer Brigadier und Verteidigungsminister

### Freij
- Freij, Gustav (1922–1973), schwedischer Ringer
- Freije, Matt (* 1981), US-amerikanischer Basketballspieler

### Freil
- Freil, Peter (1947–2022), dänischer Basketballtrainer und -spieler
- Freil, Tine (* 1970), dänische Basketballspielerin
- Freiländer, Hermann (* 1897), deutscher Fußballspieler
- Freile Zaldumbide, Carlos (1851–1928), ecuadorianischer Politiker, Präsident von Ecuador
- Freiler, Thomas (* 1962), österreichischer Fotograf
- Freiler, Uwe (* 1966), deutscher Fußballspieler und -trainer
- Freilich, Michael (1954–2020), US-amerikanischer Ozeanograf
- Freilicher, Jane (1924–2014), US-amerikanische Malerin
- Freiligrath, Ferdinand (1810–1876), deutscher Lyriker, Dichter und ÜbersetzerFerdinand Freiligrath (1810–1876)

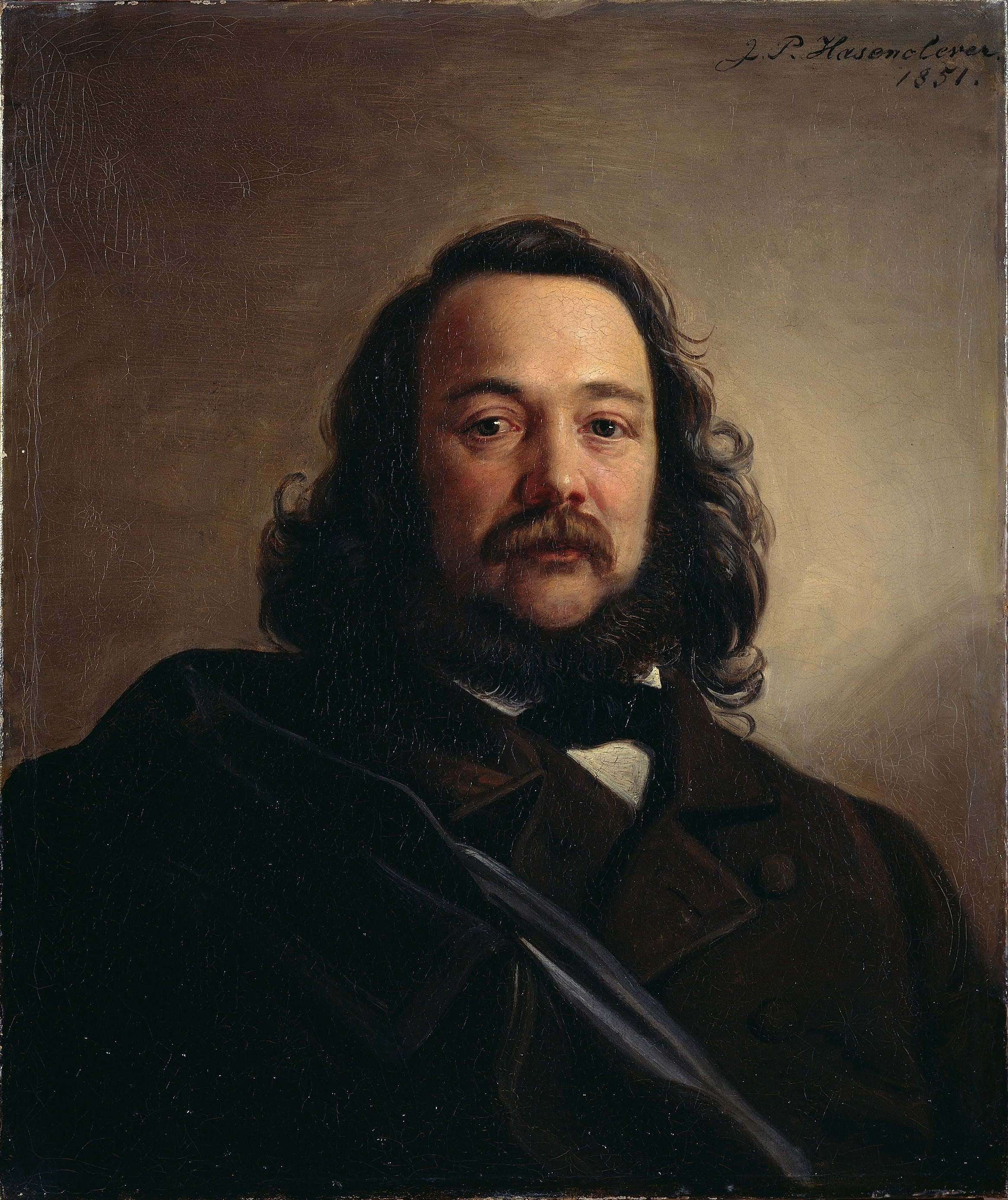
Ferdinand Freiligrath (1810–1876)

- Freiligrath-Kroeker, Käthe (1845–1904), deutsche Übersetzerin und Dichterin
- Freiling, Jörg (* 1964), deutscher Betriebswirt
- Freilinger, Gerhard (1927–2022), österreichischer Chirurg
- Freilinger, Hans (1925–2012), österreichischer Tischler, Stuckateur, Bildhauer und Bronzegießer
- Freillon-Poncein, Jean-Pierre, französischer Komponist und Oboist des Barock

### Freim
- Freiman, Gregory (1926–2024), israelischer Mathematiker
- Freiman, Helge (* 1992), schwedischer Handballspieler
- Freiman, Imant Georgijewitsch (1890–1929), russischer Elektroingenieur und Hochschullehrer
- Freimane, Valentīna (1922–2018), lettisch-jüdische Film- und Theaterwissenschaftlerin
- Freimanis, Gints (1985–2023), lettischer Fußballspieler
- Freimanis, Mārtiņš (1977–2011), lettischer Musiker, Schauspieler und Autor
- Freimann, Aron (1871–1948), jüdisch-deutscher Bibliograph, Historiker und Bibliothekar
- Freimann, Christoph (* 1940), deutscher Bildhauer und Grafiker
- Freimann, Israel Meir (1830–1884), deutscher Rabbiner
- Freimann, Jakob (1866–1937), Rabbiner und Autor
- Freimark, Hans (1881–1945), deutscher Verlagsbuchhändler und Autor
- Freimark, Peter (1934–2008), deutscher Judaist
- Freimüller, Eduard (1898–1966), Schweizer Politiker (SP)
- Freimüller, Iris (* 1988), österreichische Badmintonspielerin
- Freimüller, Tobias (* 1973), deutscher Historiker
- Freimund-Holler, Bettina (* 1959), deutsche Juristin, Richterin und Gerichtspräsidentin
- Freimut, Maciej (* 1967), polnischer Kanute
- Freimut, Olha (* 1982), ukrainische Moderatorin, Journalistin, Autorin und Model
- Freimuth, Angela (* 1966), deutsche Politikerin (FDP), MdL
- Freimuth, Axel (* 1957), deutscher Physiker und Rektor der Universität zu Köln
- Freimuth, Frank (* 1962), deutscher Politiker (SPD), MdL
- Freimuth, Heinz-Gert (1939–2009), deutscher Chorleiter
- Freimuth, Ingrid (* 1946), deutsche Pädagogin und Autorin
- Freimuth, Jörg (* 1961), deutscher Leichtathlet und Olympiamedaillengewinner
- Freimuth, Rico (* 1988), deutscher ZehnkämpferRico Freimuth (* 1988)

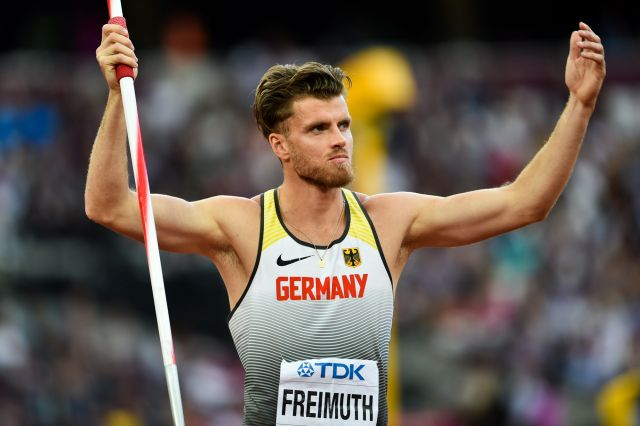
Rico Freimuth (* 1988)

- Freimuth, Thomas (* 1980), deutscher Skilangläufer
- Freimuth, Ulrich (1914–2014), deutscher Lebensmittelchemiker
- Freimuth, Uwe (* 1961), deutscher Leichtathlet und Sportwissenschaftler

### Frein
- Freinademetz, Josef (1852–1908), katholischer Ordensmann, Chinamissionar, Heiliger
- Freinademetz, Martin (* 1969), österreichischer Snowboarder
- Freinberger, Rudolf (1939–2019), österreichischer Politiker (SPÖ), Landtagsabgeordneter
- Freind, John (1675–1728), englischer Arzt
- Freindaller, Franz (1753–1825), österreichischer römisch-katholischer Geistlicher, Theologe und Schriftsteller
- Freindlich, Alissa Brunowna (* 1934), russische Schauspielerin und SängerinAlissa Brunowna Freindlich (* 1934)

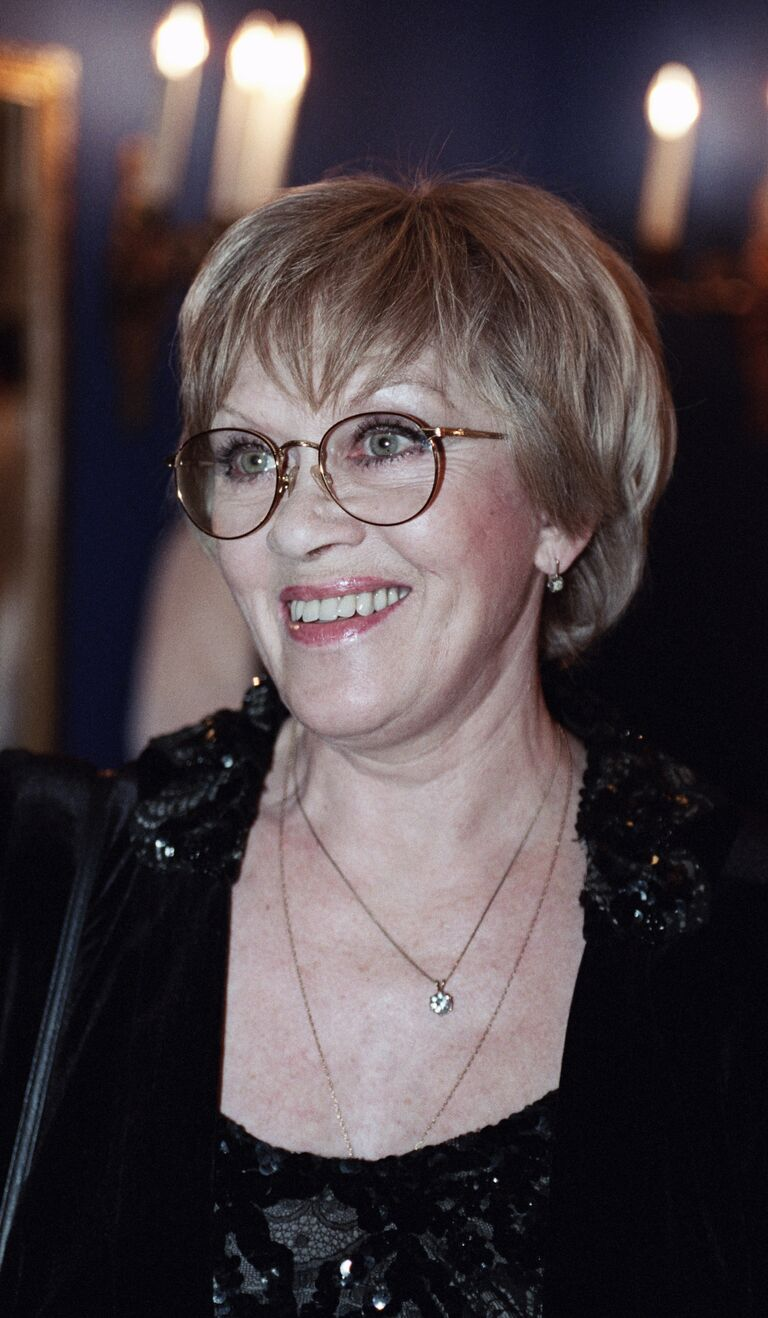
Alissa Brunowna Freindlich (* 1934)

- Freindlich, Bruno Arturowitsch (1909–2002), sowjetischer Schauspieler
- Freinet, Célestin (1896–1966), französischer Reformpädagoge und Begründer der Freinet-Pädagogik
- Freinet, Élise (1898–1983), französische Künstlerin und Reformpädagogin
- Freins-Nordstrand, Johann Daniel von († 1683), Geheimer Rat und Hof-Küchenmeister des Herzogs von Schleswig-Holstein-Gottorf
- Freinsheim, Johannes (1608–1660), Historiker und Philologe der Barockzeit

### Freir
- Freire de Andrade, Gomes (1757–1817), portugiesischer General
- Freire Falcão, José (1925–2021), brasilianischer römisch-katholischer Geistlicher, Erzbischof von Brasília und Kardinal
- Freire Gómez, Óscar (* 1976), spanischer Radrennfahrer und dreifacher Straßenweltmeister
- Freire Régis, Gutemberg (* 1940), brasilianischer Ordensgeistlicher, emeritierter Prälat von Coari
- Freire y Serrano, Ramón (1787–1851), chilenischer Offizier und Politiker
- Freire, Ângelo (* 1989), portugiesischer Fado-Gitarrist und Komponist
- Freire, Boaventura (* 1988), portugiesischer Dressurreiter
- Freire, Carlos Silva (1907–1961), portugiesischer General
- Freire, Espido (* 1974), spanische Schriftstellerin
- Freire, Fabio (* 1956), brasilianischer Perkussionist, Sänger und Komponist
- Freire, Junqueira (1832–1855), brasilianischer Mönch und Lyriker
- Freire, Laudelino (1873–1937), brasilianischer Jurist, Journalist, Lehrer, Politiker, Literaturkritiker, Kunstkritiker und Philologe
- Freire, Nelson (1944–2021), brasilianischer Pianist
- Freire, Nicolás (* 1994), argentinischer Fußballspieler
- Freire, Paulo (1921–1997), brasilianischer Pädagoge, Jurist, Historiker, Philosoph und AutorPaulo Freire (1921–1997)

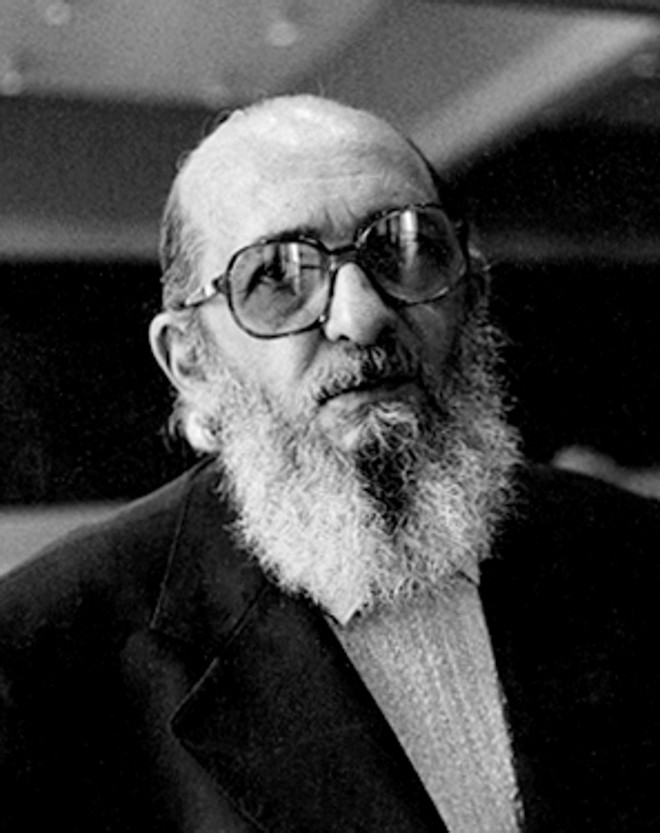
Paulo Freire (1921–1997)

- Freire, Raquel (* 1973), portugiesische Filmregisseurin
- Freire, Raudnei Anversa (* 1965), brasilianischer Fußballspieler
- Freire, Roberto (1927–2008), brasilianischer medizinischer Psychiater, Psychoanalytiker und Schriftsteller
- Freire, Samuel (* 1990), Leichtathlet aus Kap Verde
- Freire-Marreco, Barbara (1879–1967), britische Anthropologin
- Freireich, Emil J. (1927–2021), US-amerikanischer Mediziner

### Freis
- Freis, Edward D. (1912–2005), US-amerikanischer Mediziner
- Freis, Helmut (1935–2002), deutscher Althistoriker und Epigraphiker
- Freis, James (* 1970), US-amerikanischer Rechtsanwalt
- Freis, Sebastian (* 1985), deutscher Fußballspieler
- Freischlader, Henrik (* 1982), deutscher Bluesgitarrist und -sänger
- Freischlader, Lothar (* 1960), deutscher Diplomat
- Freise, Dieter (1945–2018), deutscher Hockeyspieler
- Freise, Eckhard (* 1944), deutscher HistorikerEckhard Freise (* 1944)

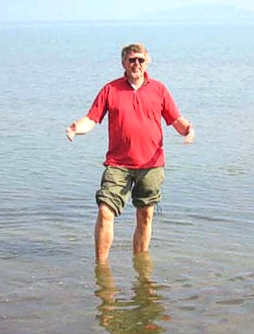
Eckhard Freise (* 1944)

- Freise, Eduard (1849–1927), deutscher Chemiker, Gründer der Deutschen Drogistenakademie in Braunschweig
- Freise, Frieda (1886–1938), deutsche Kinderärztin, Stadtschulärztin von Chemnitz
- Freise, Markus (* 1971), deutscher Slampoet
- Freise, Matthias (* 1957), deutscher Literaturwissenschaftler und Slawist
- Freise, Moritz (* 1974), deutscher Filmmusikkomponist
- Freise, Otto (1872–1952), deutscher Fabrikdirektor
- Freise, Ulrich (* 1955), deutscher Politiker (SPD), Staatssekretär in Berlin
- Freise, Valentin (1918–2002), deutscher Chemiker (Physikalische Chemie)
- Freisen, Joseph (1853–1932), deutscher Geistlicher, katholischer Theologe, Hochschullehrer und Kirchenrechtler
- Freisewinkel, Ernst-Ludwig (1930–2017), deutscher Journalist und Fernsehmacher
- Freising, Amint (1826–1905), deutscher Tänzer und Tanzmeister in Berlin
- Freisinger, Emma (* 1932), österreichische Krankenschwester
- Freisinger, Leo (1916–1985), US-amerikanischer Eisschnellläufer
- Freisitzer, Kurt (1928–2010), österreichischer Soziologe, Hochschullehrer und Universitätsrektor
- Freisleben, Günther (* 1957), deutscher Polizist und Polizeipräsident von Karlsruhe
- Freisleben, Karl (1819–1903), deutscher Rechtsanwalt und Politiker (Demokratische Volkspartei)
- Freisleben, Rudolf (1906–1943), deutscher Botaniker, Pflanzenbauwissenschaftler und Genetiker
- Freisleder, Franz (1931–2024), deutscher Schriftsteller und Journalist
- Freisler, Fritz (1881–1955), österreichischer Schauspieler, Filmregisseur und Drehbuchautor
- Freisler, Manfred (* 1957), deutscher Handballspieler
- Freisler, Marion (1910–1997), deutsche Ehefrau von Roland Freisler
- Freisler, Oswald (1895–1939), deutscher Jurist und aktives Mitglied der NSDAP
- Freisler, Roland (1893–1945), Täter des Holocaust, Nationalsozialist, deutscher Jurist und Politiker (NSDAP), Präsident des Volksgerichtshofes, MdR, MdLRoland Freisler (1893–1945)

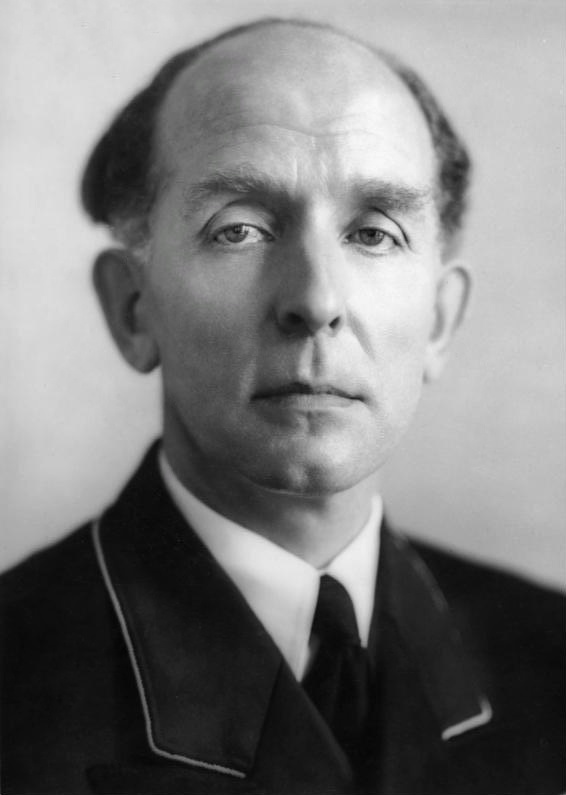
Roland Freisler (1893–1945)

- Freislich, Johann Balthasar Christian († 1764), deutscher Komponist, Organist und Kapellmeister
- Freislich, Maximilian Dietrich († 1731), deutscher Komponist, Organist und Kapellmeister in Danzig
- Freismich, Maria Salome († 1695), Stuckateurin
- Freismuth, Elisabeth (* 1955), österreichische Juristin und Rektorin
- Freiss, Stéphane (* 1960), französischer Schauspieler
- Freissegger, Florian (* 2001), österreichischer Fußballspieler
- Freissler, Anton (1838–1916), österreichischer Unternehmer und Techniker
- Freissler, Ernst Wolfgang (1884–1937), österreichisch-schlesischer Autor, Lektor und Übersetzer
- Freißler, Robert (1877–1950), österreichischer Verwaltungsjurist und Deutsch-Nationaler Politiker
- Freist, Dagmar (* 1962), deutsche Historikerin und Hochschullehrerin
- Freist, Greta (1904–1993), österreichische Malerin und Grafikerin
- Freistadt, Hans (1945–2019), deutscher Boxer
- Freistätter, Markus (* 1990), österreichischer Schauspieler
- Freistedt, Heinrich (1903–1986), deutscher römisch-katholischer Priester und Kirchenmusikdirektor in Aachen
- Freistedt, Marino (* 1954), deutscher Politiker (CDU), MdHB
- Freistetter, Florian (* 1977), österreichischer Blogger und BuchautorFlorian Freistetter (* 1977)

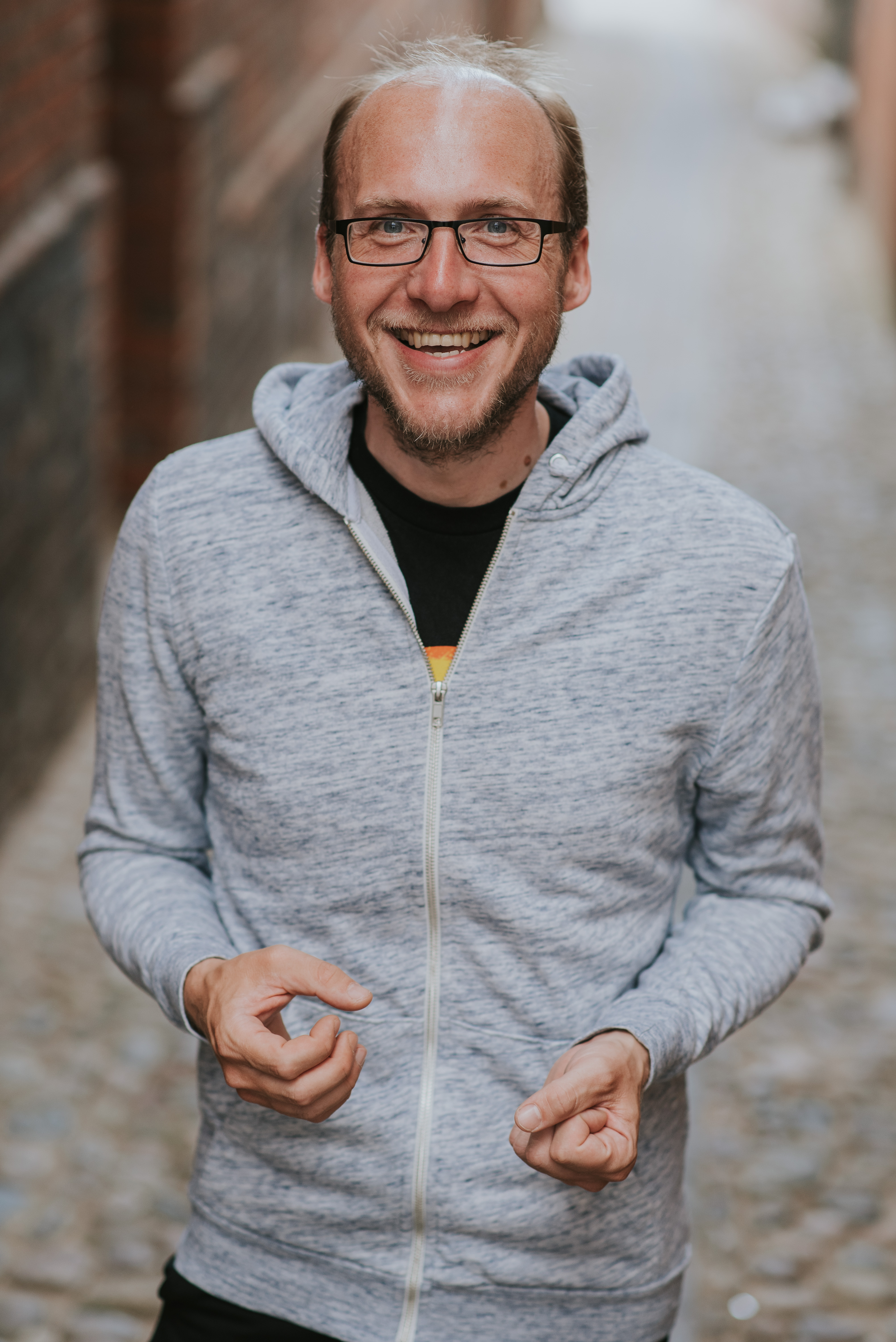
Florian Freistetter (* 1977)

- Freistetter, Franz, Offizier des Österreichischen Bundesheeres
- Freistetter, Werner (* 1953), österreichischer römisch-katholischer Geistlicher, Militärbischof

### Freit
- Freitag von Loringhoven, Johann († 1494), Landmeister von Livland (1483–1494)
- Freitag, Adam (1608–1650), polnischer Kriegsbaumeister (Ingenieur) und Arzt
- Freitag, Adolf († 1399), Domherr in Utrecht und Münster
- Freitag, Alexander (1944–2018), österreichischer Lehrer, Volksschuldirektor und Politiker (SPÖ), Landtagsabgeordneter der Steiermark
- Freitag, Alexander (* 1999), deutscher Fußballspieler
- Freitag, Alfred (1880–1959), deutscher Politiker (SPD), Landtagsabgeordneter Volksstaat Hessen
- Freitag, Anton (1882–1968), deutscher Missionswissenschaftler
- Freitag, Armin (* 1930), deutscher Diplomat
- Freitag, Benedict (* 1952), Schweizer Theater- und Filmschauspieler
- Freitag, Bernd (* 1942), deutscher Anästhesiologe
- Freitag, Björn (* 1973), deutscher Koch, Restaurantbesitzer und BuchautorBjörn Freitag (* 1973)

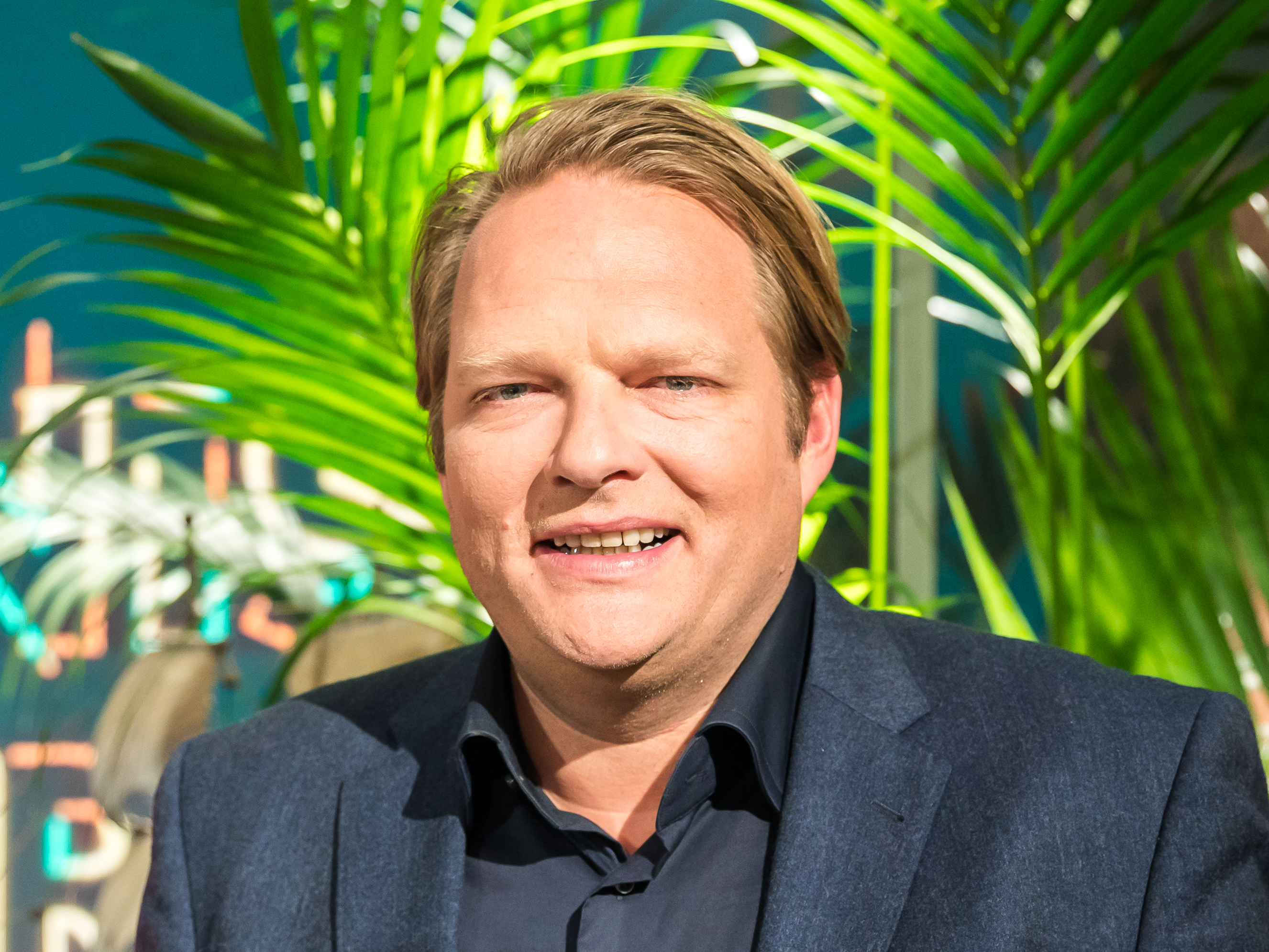
Björn Freitag (* 1973)

- Freitag, Burkhard (* 1953), deutscher Informatiker und Hochschullehrer
- Freitag, Christin (* 1984), deutsche Filmregisseurin und Drehbuchautorin
- Freitag, Christine (* 1964), deutsche Erziehungswissenschaftlerin und Universitätsprofessorin
- Freitag, Christoph (* 1990), österreichischer Fußballspieler
- Freitag, Clemens (1883–1969), deutscher Maler
- Freitag, Dagmar (* 1953), deutsche Politikerin (SPD), MdB
- Freitag, Daniel (* 1986), deutscher Sänger, Musiker und Komponist
- Freitag, Eberhard (* 1942), deutscher Mathematiker und Hochschullehrer
- Freitag, Erhard F. (1940–2015), deutscher Hypnosetherapeut und Esoterikautor
- Freitag, Erik (* 1940), österreichischer Komponist und Violinist
- Freitag, Evelyne (* 1966), deutsch-französische Managerin
- Freitag, Florian (* 1992), deutscher Handballspieler
- Freitag, Franz (1925–1988), deutscher Schriftsteller und Dramatiker
- Freitag, Frau (* 1968), deutsche Lehrerin, Bloggerin und Autorin
- Freitag, Friedrich Gotthilf (1686–1761), deutscher Klassischer Philologe und Gymnasiallehrer
- Freitag, Fritz (1894–1945), deutscher Offizier, zuletzt SS-Brigadeführer und Generalmajor der Waffen-SS und PolizeiFritz Freitag (1894–1945)

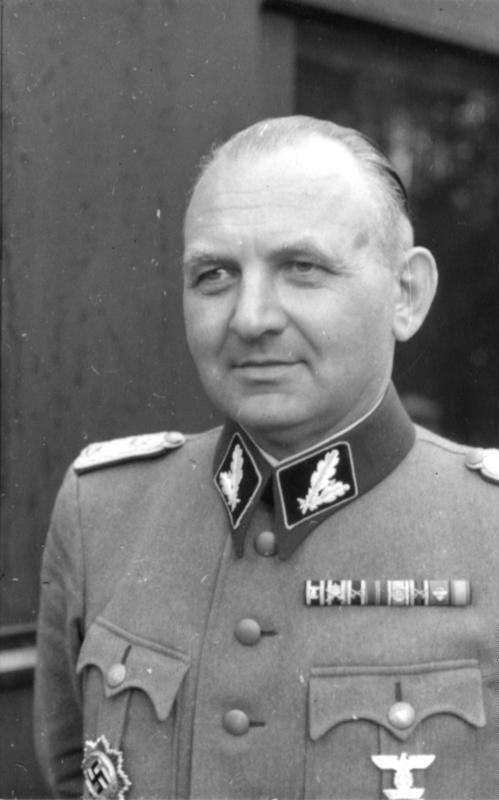
Fritz Freitag (1894–1945)

- Freitag, Fritz (1915–1977), deutscher Maler
- Freitag, Gazi (* 1980), deutscher Politiker (Bündnis 90/Die Grünen)
- Freitag, Gazmend (* 1968), albanischer Maler aus dem Kosovo
- Freitag, Gerhard (1913–1995), deutscher Kriminalbeamter und SS-Hauptsturmführer
- Freitag, Gottfried Carl (1794–1872), deutscher evangelisch-lutherischer Pfarrer und Autor
- Freitag, Günther (* 1952), österreichischer Schriftsteller
- Freitag, Hayo (* 1950), deutscher Designer, Animator, Produzent, Autor und Regisseur von Zeichentrickfilmen
- Freitag, Heinz (1936–2002), deutscher Politiker (SED) in der DDR
- Freitag, Heinz (1941–2018), deutscher Synchronregisseur
- Freitag, Helmut (* 1960), deutscher Kirchenmusiker und Pianist
- Freitag, Herbert (* 1915), deutscher Politiker (CDU)
- Freitag, Herta (1908–2000), österreichisch-amerikanische Mathematikerin
- Freitag, Holger (* 1963), deutscher Skispringer
- Freitag, Horst (1930–2019), deutscher Fußballspieler
- Freitag, Horst (* 1955), deutscher Diplomat
- Freitag, Jacques (1982–2024), südafrikanischer Leichtathlet
- Freitag, Johann (1581–1641), deutscher Arzt
- Freitag, Johann Isaak (1682–1734), Schweizer Bildhauer
- Freitag, Johannes (* 1972), österreichischer römisch-katholischer Geistlicher, Weihbischof in Graz-Seckau
- Freitag, John (1877–1932), US-amerikanischer Ruderer
- Freitag, Josef (* 1950), deutscher römisch-katholischer Theologe, Geistlicher und Hochschullehrer
- Freitag, Karin (* 1980), österreichischer Langstreckenläufer
- Freitag, Karl-Walter (* 1954), deutscher Unternehmer und Berufskläger
- Freitag, Katharina (* 1987), deutsche Fußballspielerin
- Freitag, Kathrin (* 1974), deutsche Bahnradsportlerin
- Freitag, Klaus (* 1964), deutscher Althistoriker
- Freitag, Ludwig (1888–1973), deutscher Architekt und kommunaler Baubeamter
- Freitag, Lutz (* 1943), deutscher Gewerkschafter und Politiker (SPD), MdHB
- Freitag, Manfred (* 1934), deutscher Maler, Grafiker und Glasmaler
- Freitag, Manfred (1934–1995), deutscher Szenarist und Schriftsteller
- Freitag, Marcus (* 1967), deutscher Theologe und Philosoph
- Freitag, Mark, kanadischer Badmintonspieler
- Freitag, Markus (* 1968), deutsch-schweizerischer Politologe und Hochschullehrer
- Freitag, Meike (* 1979), deutsche Schwimmerin
- Freitag, Mika (* 2006), deutscher Basketballspieler
- Freitag, Otto (1888–1963), sächsischer Politiker (DVP, CDU), MdV
- Freitag, Otto (1897–1982), deutscher Fußballspieler
- Freitag, Pankraz (1952–2013), Schweizer Politiker
- Freitag, Pascal (* 1979), deutscher Schauspieler
- Freitag, Peter (* 1945), deutscher Bundesrichter und Vorsitzender Richter am Bundesarbeitsgericht
- Freitag, Peter (* 1972), deutscher Künstler
- Freitag, Richard (* 1991), deutscher Skispringer
- Freitag, Robert (1916–2010), österreichisch-schweizerischer Schauspieler und Fernsehregisseur
- Freitag, Robert (* 1968), deutscher Jurist
- Freitag, Rudolf (1805–1890), deutscher Bildhauer
- Freitag, Rudolf (1933–2017), deutscher Fußballspieler
- Freitag, Sabine (* 1962), deutsche Neuzeithistorikerin
- Freitag, Sebastian (* 1986), deutscher Kirchenmusiker und Domorganist
- Freitag, Selina (* 2001), deutsche Skispringerin
- Freitag, Stefan (* 1968), deutscher Politiker
- Freitag, Thomas (* 1950), deutscher KabarettistThomas Freitag (* 1950)

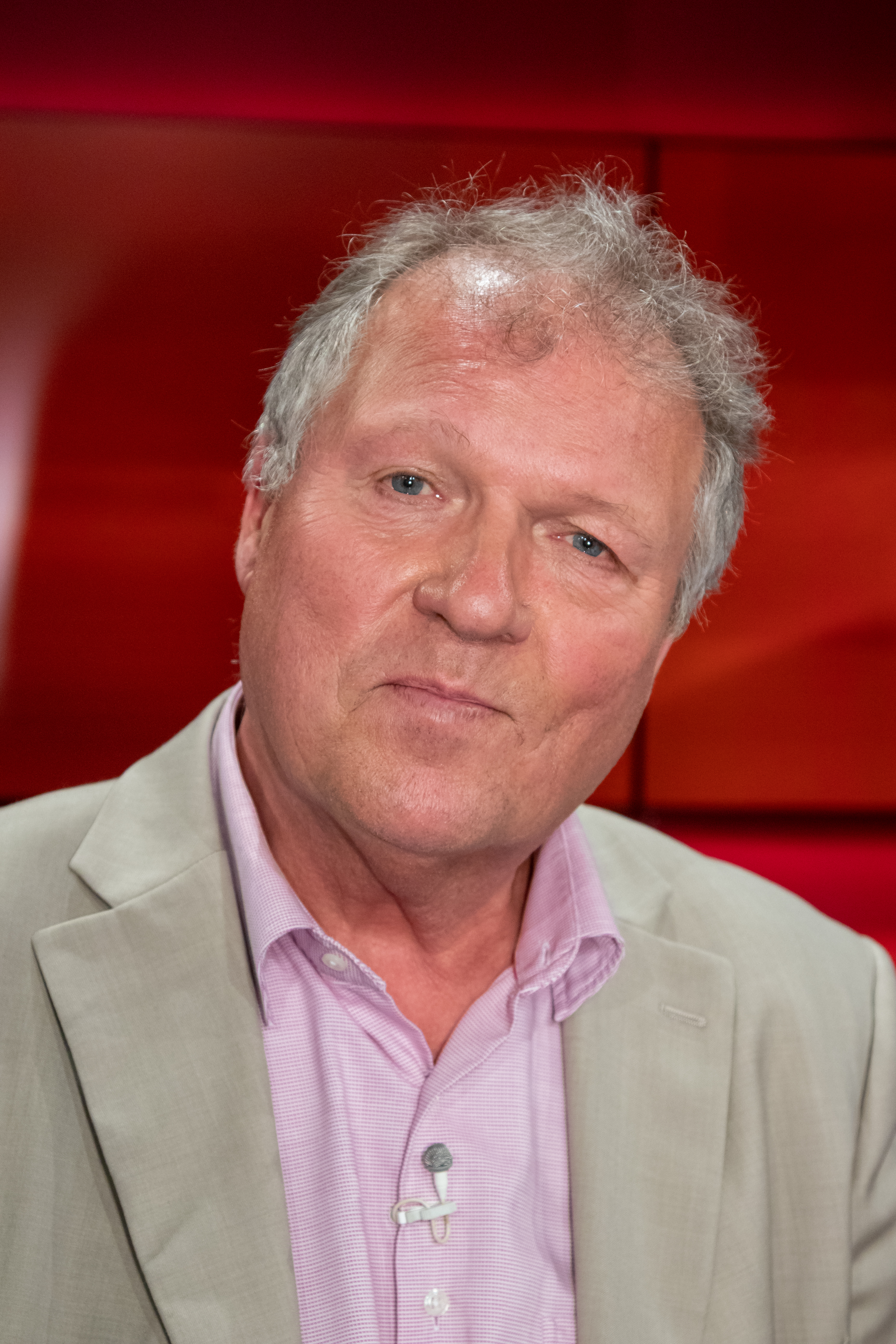
Thomas Freitag (* 1950)

- Freitag, Thomas (* 1954), deutscher Buchautor
- Freitag, Tina (* 1970), deutsche Filmeditorin
- Freitag, Ulrich (* 1947), deutscher Politiker (SPD)
- Freitag, Ulrike (* 1962), deutsche Neuzeithistorikerin, Islamwissenschaftlerin
- Freitag, Uschi (* 1989), deutsch-niederländische Wasserspringerin
- Freitag, Veronika (* 1975), deutsche Schauspielerin
- Freitag, Walter (1889–1958), deutscher Politiker (USPD, SPD), MdL, MdB und Vorsitzender des DGB
- Freitag, Walter (* 1925), österreichischer Radrennfahrer
- Freitag, Werner (* 1946), deutscher Schwimmer und Sportfunktionär
- Freitag, Werner (* 1955), deutscher Historiker
- Freitag, Wilfried (1941–2008), deutscher Schauspieler, Hörspielsprecher, Synchronsprecher sowie Synchronregisseur und Dialogbuchautor
- Freitag, Willi (1895–1979), deutscher Fußballspieler
- Freitag, Wolfgang (1930–2024), deutscher Architekt
- Freitag, Wolfgang (* 1958), österreichischer Journalist
- Freitag-Fransen, Lucie (* 1955), deutsche Wasserspringerin
- Freitas Almeida, Milton de (* 1888), brasilianischer Generalmajor
- Freitas Branco, Luís de (1890–1955), portugiesischer Komponist und Musikwissenschaftler
- Freitas da Silva, Paulo (1939–2007), osttimoresischer Politiker
- Freitas de Castilho, Iury Lírio (* 1995), brasilianischer Fußballspieler
- Freitas do Amaral, Diogo (1941–2019), portugiesischer Politiker (CDS)
- Freitas Rego, Aluísio Napoleão de (1914–2006), brasilianischer Diplomat
- Freitas Ribeiro, José de (1868–1929), portugiesischer Fregattenkapitän, Politiker und Premierminister
- Freitas Ribeiro, Miguel Ângelo (* 1958), brasilianischer Geistlicher, römisch-katholischer Bischof von Oliveira
- Freitas Rodríguez, Daniel (* 1965), uruguayischer Boxer
- Freitas Vale, Ciro de (1896–1969), brasilianischer Diplomat
- Freitas, Abrão José (* 1975), osttimoresischer Politiker und Beamter
- Freitas, Acelino (* 1975), brasilianischer Boxer
- Freitas, Albina Marçal (1958–2019), osttimoresische Politikerin
- Freitas, Amaro (* 1991), brasilianischer Jazzmusiker (Piano, Komposition)
- Freitas, Anacleto (* 1973), osttimoresischer Politiker
- Freitas, Angela, osttimoresische Politikerin, Parteivorsitzende, Präsidentschaftskandidatin
- Freitas, Angela (* 2001), osttimoresische Langstreckenläuferin und Olympiateilnehmerin
- Freitas, Angélica (* 1973), brasilianische Journalistin, Autorin und Übersetzerin
- Freitas, Antónia (* 1957), osttimoresische Unabhängigkeitsaktivistin
- Freitas, António (* 1973), osttimoresischer Beamter
- Freitas, António (* 1977), osttimoresischer Beamter und Hochschullehrer
- Freitas, Bendito (* 1963), osttimoresischer Diplomat und Politiker
- Freitas, Benedita († 1987), osttimoresische Unabhängigkeitskämpferin
- Freitas, Cássio (* 1965), brasilianischer Radrennfahrer
- Freitas, Cecilio Caminha (* 1973), osttimoresischer Politiker
- Freitas, Chagas (1914–1991), brasilianischer Politiker
- Freitas, Chantal de (* 1967), deutsche Schauspielerin und Sängerin
- Freitas, Cláudio Luís Assunção de (* 1972), brasilianischer Fußballspieler
- Freitas, Clinio (* 1964), brasilianischer Segler
- Freitas, Cyrillo de Paula (1860–1947), brasilianischer Geistlicher, römisch-katholischer Bischof von Corumbá
- Freitas, Domingos da Costa, Herrscher von Vemasse
- Freitas, Donna (* 1972), US-amerikanische Autorin
- Freitas, Duarte (* 1966), portugiesischer Politiker (Partido Social Democrata), MdEP
- Freitas, Edevaldo de (* 1958), brasilianischer Fußballspieler
- Freitas, Eduardo, portugiesischer Motorsportfunktionär und Rennleiter
- Freitas, Egas da Costa, osttimoresischer Diplomat
- Freitas, Elias, osttimoresischer Politiker und Freiheitskämpfer
- Freitas, Fabiano Ribeiro de (* 1988), brasilianischer Fußballtorhüter
- Freitas, Francisco (1933–2019), osttimoresischer Unabhängigkeitsaktivist
- Freitas, Francisco da Costa († 1922), Herrscher von Vemasse und Baucau
- Freitas, Gonzalo (* 1991), uruguayischer Fußballspieler
- Freitas, Helder (* 1973), osttimoresischer Politiker
- Freitas, Heleno de (1920–1959), brasilianischer FußballspielerHeleno de Freitas (1920–1959)

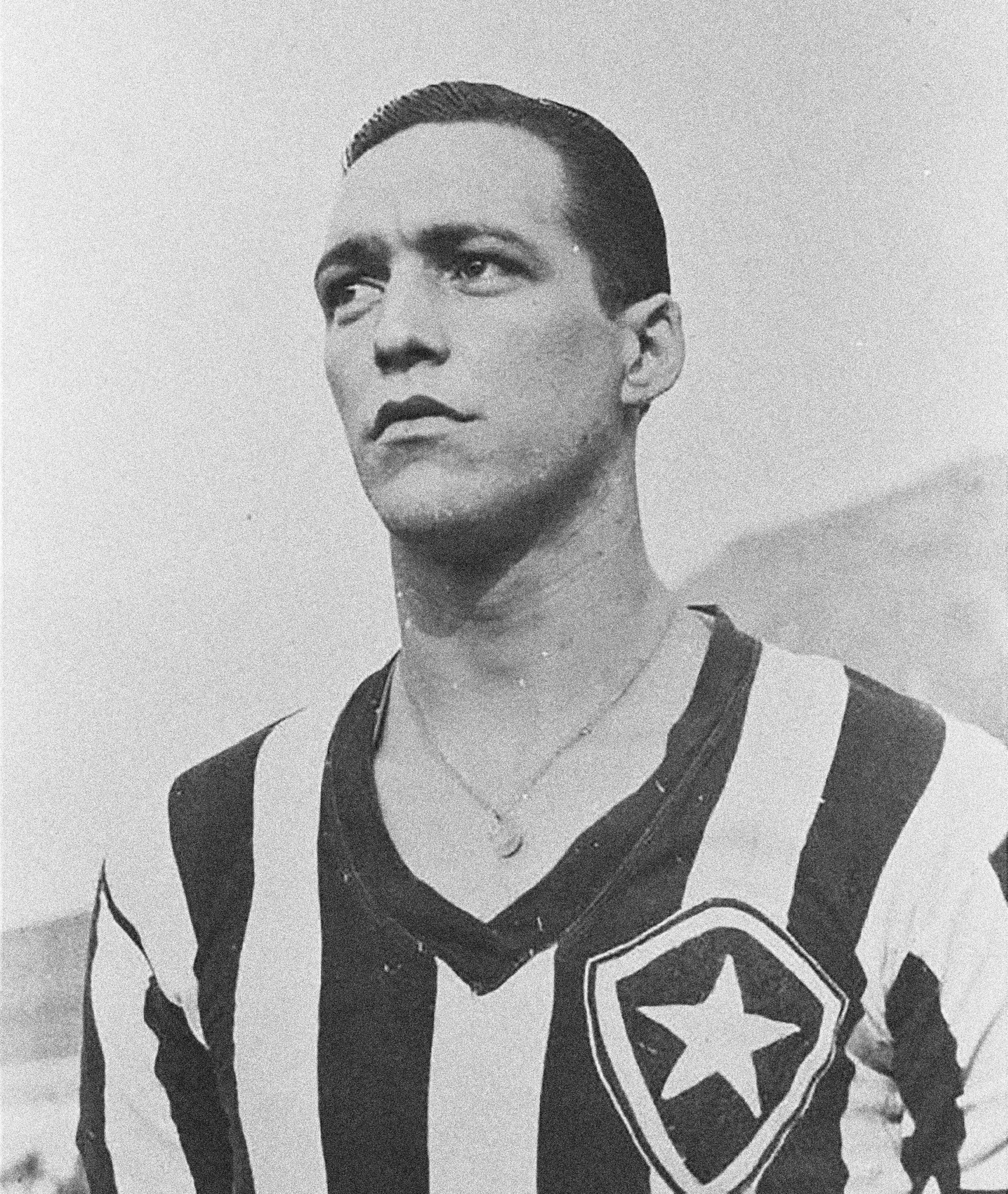
Heleno de Freitas (1920–1959)

- Freitas, Iole de (* 1945), brasilianische Künstlerin (Plastik und Installation)
- Freitas, João Câncio, osttimoresischer Politiker
- Freitas, Jorge Tobias de (* 1935), brasilianischer Geistlicher, emeritierter römisch-katholischer Bischof von Nazaré
- Freitas, José Vicente de (1869–1952), portugiesischer General, Politiker und Ministerpräsident
- Freitas, Kacio (* 1994), brasilianischer Radrennfahrer
- Freitas, Kléber Giacomance de Souza (* 1983), brasilianischer Fußballspieler
- Freitas, Manuel (* 1956), osttimoresischer Soldat und Freiheitskämpfer
- Freitas, Manuela de (* 1940), portugiesische Schauspielerin
- Freitas, Marcelo (* 1994), brasilianischer Fußballspieler
- Freitas, Márcio Rezende de (* 1960), brasilianischer Fußballschiedsrichter
- Freitas, Marcos (* 1988), portugiesischer TischtennisspielerMarcos Freitas (* 1988)

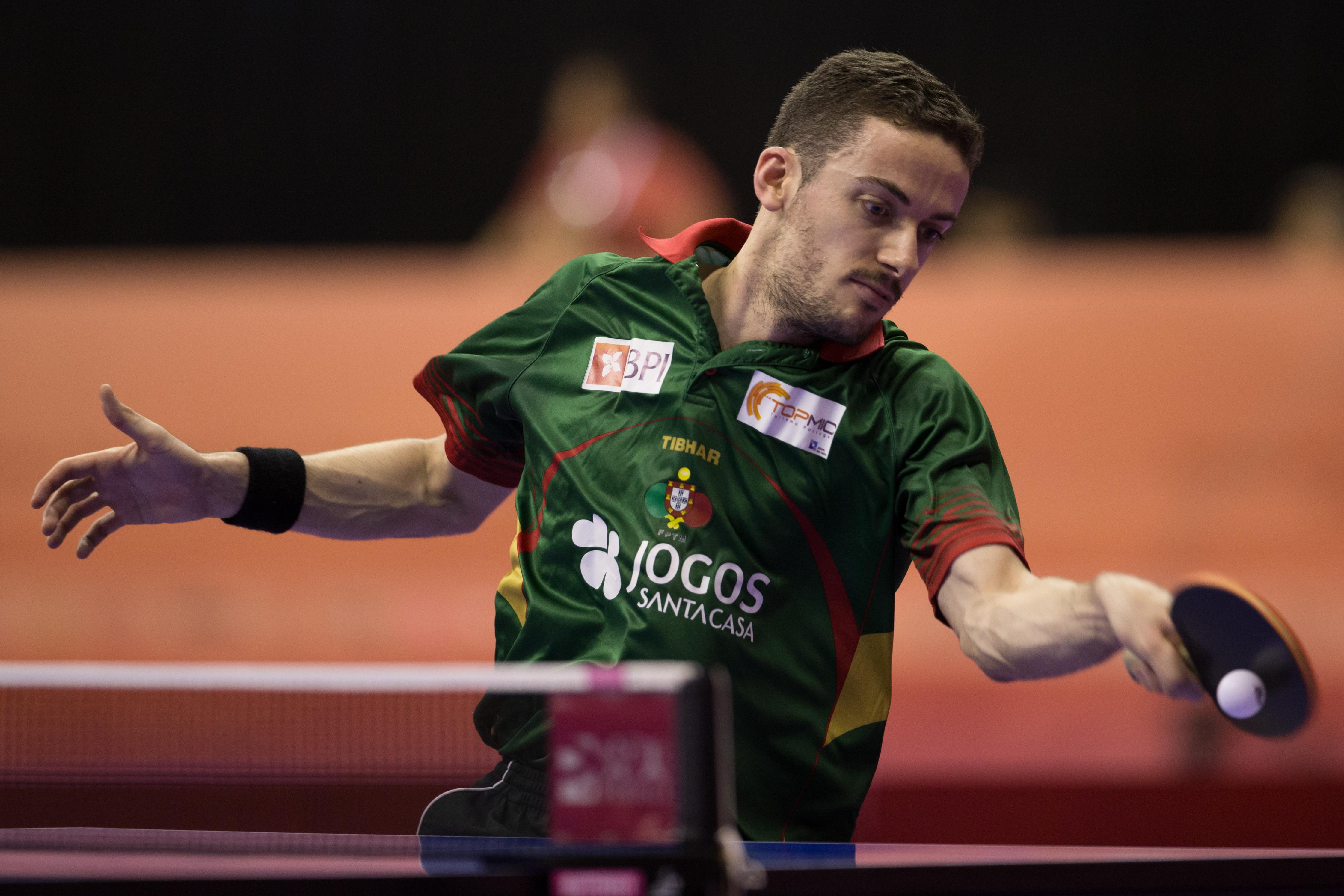
Marcos Freitas (* 1988)

- Freitas, Mário Augusto Teixeira de (1890–1956), brasilianischer Statistiker
- Freitas, Maximiliano (* 1991), uruguayischer Fußballspieler
- Freitas, Moacir Aparecido de (* 1962), brasilianischer Geistlicher und Bischof von Votuporanga
- Freitas, Murilo Oliveira de (* 1996), brasilianischer Fußballspieler
- Freitas, Mya de (* 2005), vincentische Schwimmerin
- Freitas, Nelson (* 1962), brasilianischer Schauspieler
- Freitas, Nicolás (* 1987), uruguayischer Fußballspieler
- Freitas, Olívio, osttimoresischer Beamter
- Freitas, Paulin (1909–1989), togoischer Politiker
- Freitas, Regina (* 1960), osttimoresische Politikerin (PLP)
- Freitas, Rhener (* 1995), brasilianischer Schauspieler und Sänger
- Freitas, Rodrigo Longo (* 1993), brasilianischer Fußballspieler
- Freitas, Rolando (* 1965), portugiesischer Handballtrainer
- Freitas, Rose de (* 1949), brasilianische Politikerin
- Freitas, Ruy de (1916–2012), brasilianischer Basketballspieler
- Freitas, Sarah (* 1998), brasilianische Hochspringerin
- Freitas, Tarcísio de (* 1975), brasilianischer Politiker
- Freitas, Teófilo (* 1993), osttimoresischer Paralympiateilnehmer
- Freitez-Rosales, Iván, venezolanischer Pokerspieler
- Freithoff, Johan Henrik (1713–1767), dänisch-norwegischer Komponist, Violinist und Beamtentum

### Freiv
- Freivalds, Laila (* 1942), schwedische Politikerin
- Freivogel, Émile (* 1926), Schweizer Radrennfahrer
- Freivogel, Matthias (* 1954), Schweizer Politiker (SP)
- Freivogel, Walter (1919–2010), deutscher Turner und Kampfrichter

### Freiw
- Freiwald, André (* 1961), deutscher Geologe und Paläontologe
- Freiwald, Curt (* 1902), deutscher Schriftsteller, Dramaturg und Kulturfunktionär
- Freiwald, Friedrich (1911–1974), deutscher Jurist und Politiker (CDU), MdB
- Freiwald, Jindřich (1890–1945), tschechischer Architekt
- Freiwald, Jürgen (1940–2014), deutscher Volleyballspieler
- Freiwald, Kurt (1906–1975), deutscher Flottillenadmiral der Bundesmarine
- Freiwald, Ludwig (* 1898), deutscher Schriftsteller, NS-Propagandist
- Freiwald, Markus (* 1971), deutscher Metal-Schlagzeuger
- Freiwald, Neill (* 1990), deutscher Rock- und Metal-MusikerNeill Freiwald (* 1990)

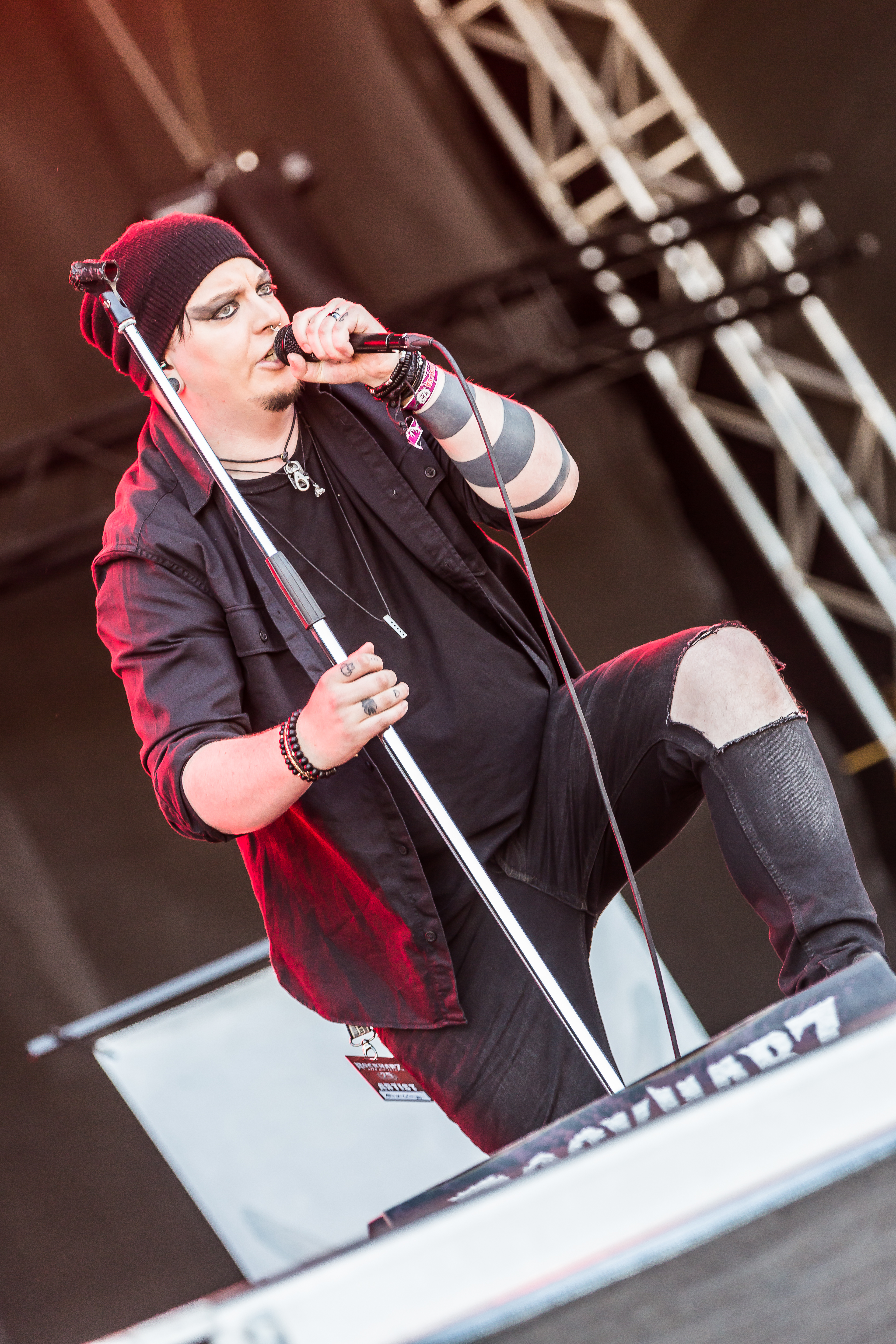
Neill Freiwald (* 1990)

- Freiwald, Walter (1907–1997), deutscher Architekt und hessischer Baubeamter
- Freiwald, Walter (1954–2019), deutscher Hörfunk-, Fernsehmoderator und Teleshoppingverkäufer
- Freiwald, Winrich (* 1968), deutscher Neurowissenschaftler
- Freiwirth-Lützow, Oskar (1862–1925), deutscher Maler des bürgerlichen Realismus
- Freiwiß, Balthasar (1713–1783), deutscher Orgelbauer

### Freix
- Freixa, Santiago (* 1983), spanischer Hockeyspieler
- Freixas, Anna (* 1946), spanische Psychologin und Hochschullehrerin

### Freiy
- Freiynfeldova, Hanna (* 2006), deutsche Volleyballspielerin